# پطرس بتانکوری
پطرس بتانکوری (به اسپانیایی: Santo Hermano Pedro de San José Betancur) یک مبلغ مذهبی اسپانیایی در گواتمالا و سنت کلیسای کاتولیک بود. او در تاریخ ۲۱ مارس ۱۶۲۶ در تنریف به دنیا آمد، خانواده‌اش فقیر بودند به همین خاطر او زندگی خود را به عنوان یک چوپان ادامه می‌داد. در ۲۳ سالگی به عنوان یک مبلغ مذهبی، برای تأسیس مکان درمانی و پناهگاه برای نیازمندان به گواتمالا رفت. او در تاریخ ۲۵ آوریل ۱۶۶۷ درگذشت. در ۳۰ ژوئیه سال ۲۰۰۲ سنت توسط پاپ ژان پل دوم اعلام شد، در نتیجه سنت برای اولین بار از جزایر قناری است.

## نگارخانه

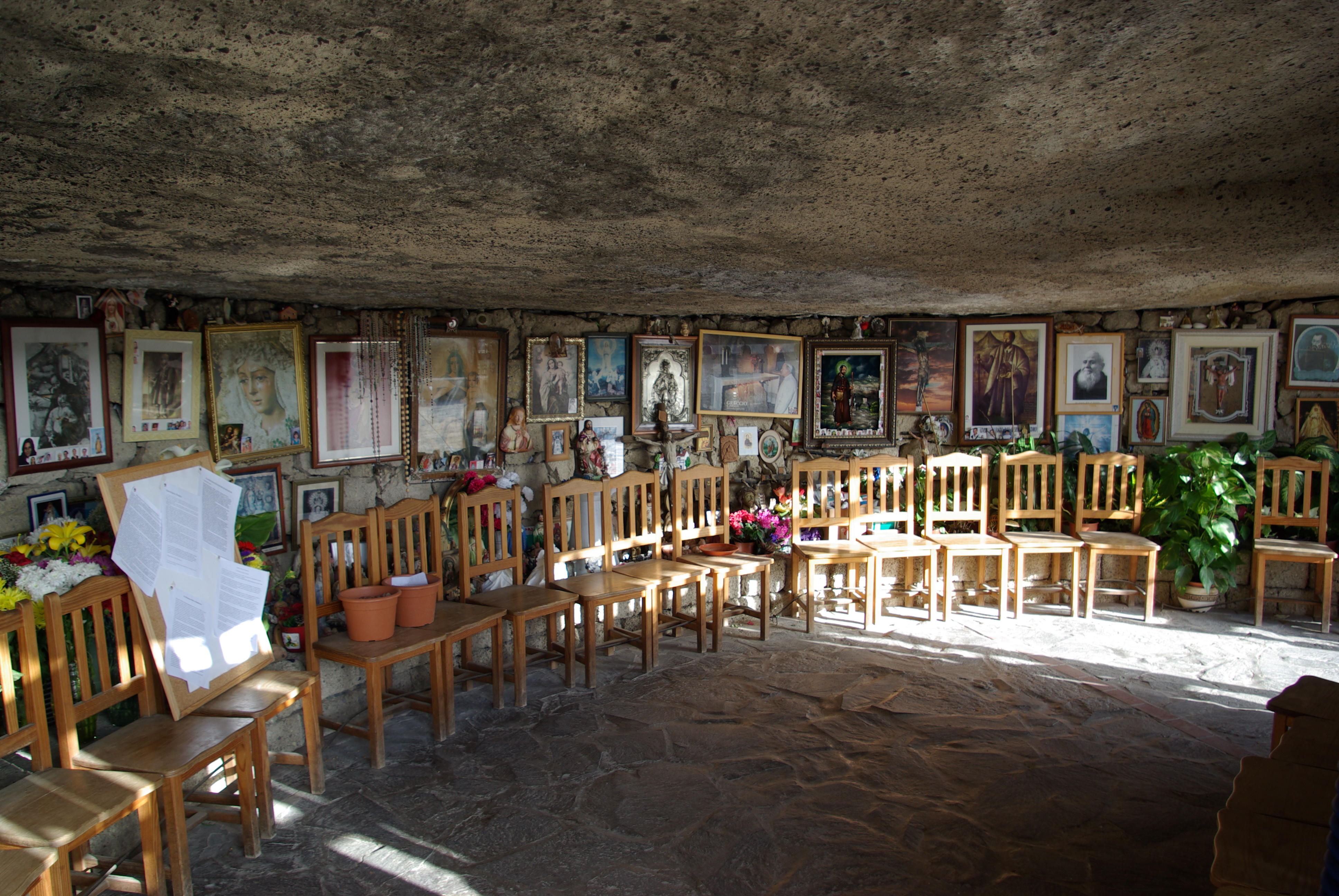
غار سانتو هرمانو پدرو (تنریف).
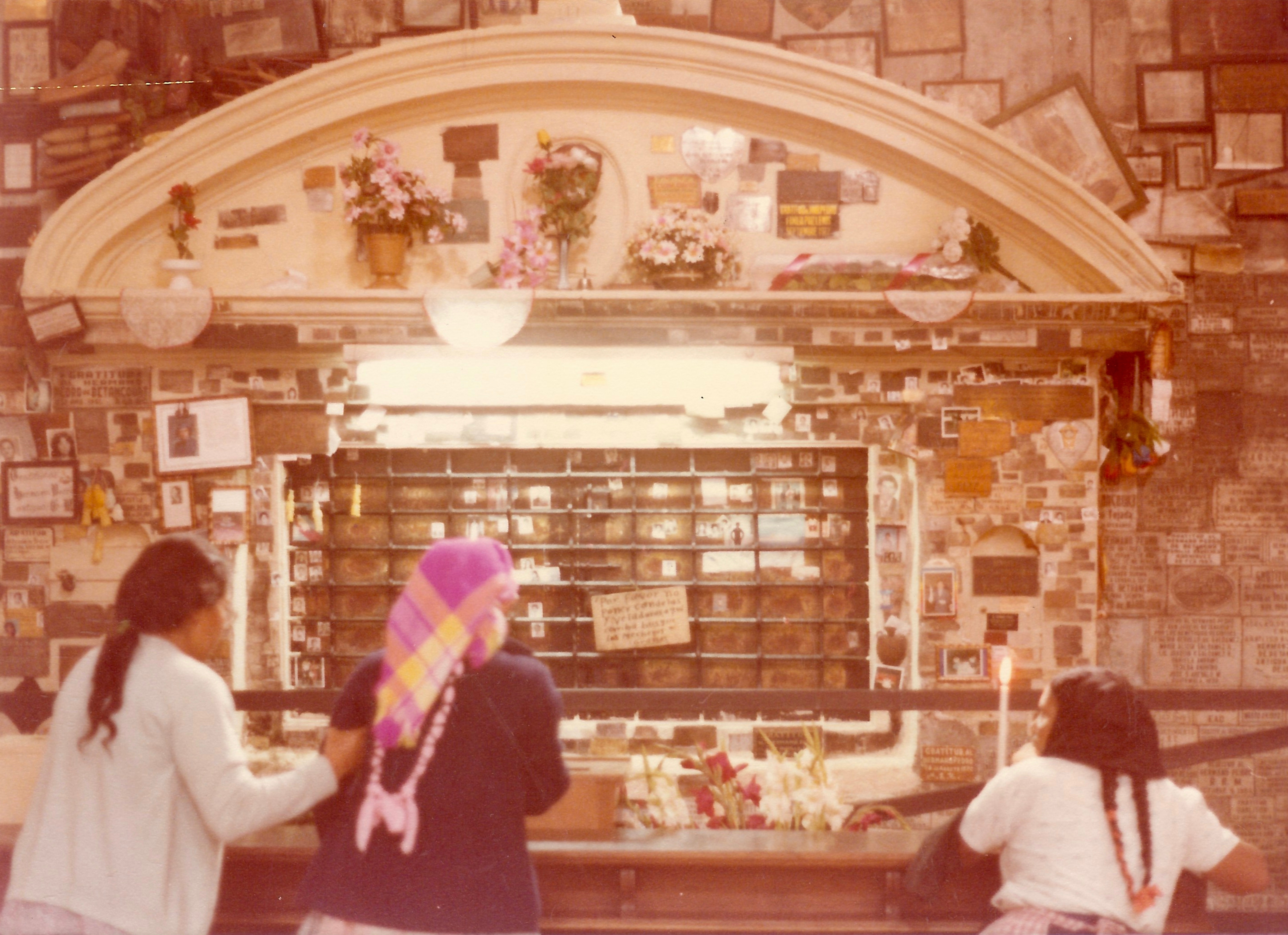
ادای احترام در مقبره هرمانو پدرو در آنتیگوا گواتمالا، 1979.
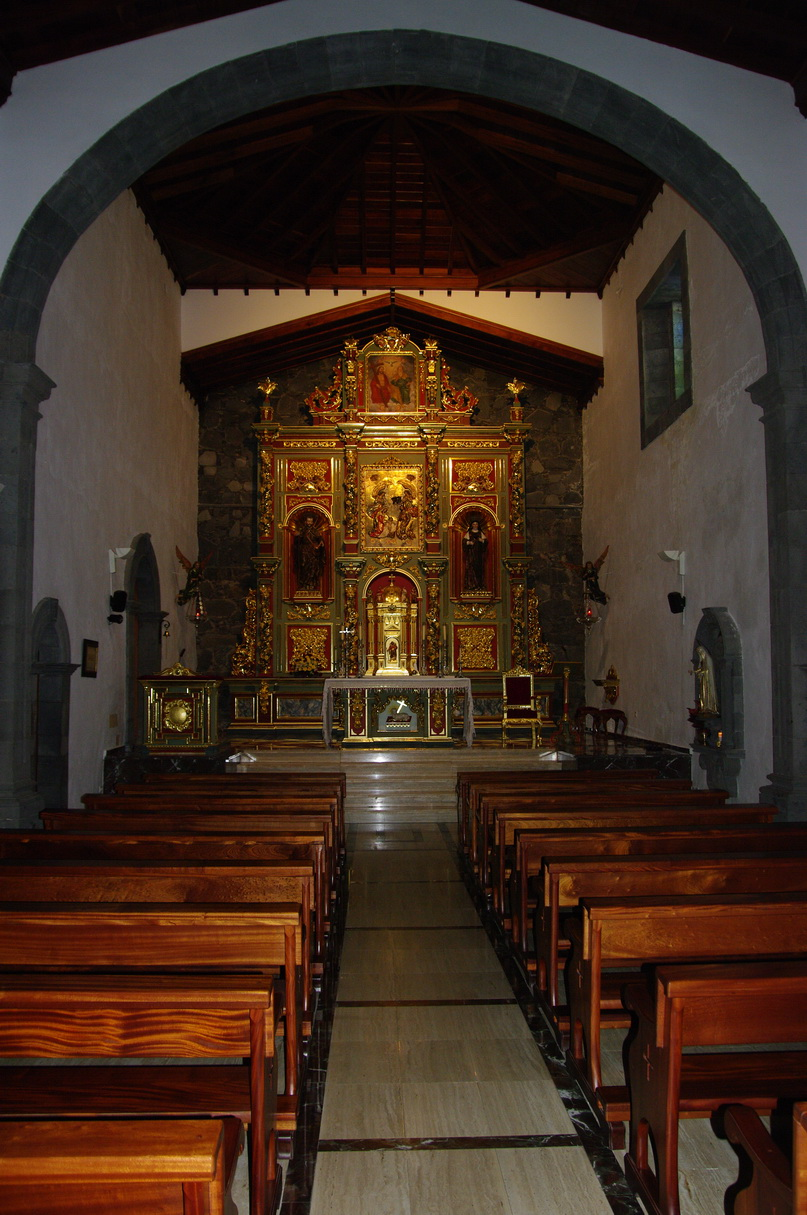
فضای داخلی پناهگاه سانتو هرمانو پدرو، در ویلافلور، تنریف.